# Filuka
Fiona Celeste Spang Bergsøe (født 29. december 1998) kendt under sit kunstnernavn Filuka er en dansk sangerinde, rapper og tekstforfatter.
Efter flere år i Københavns undergrundsmiljø, hvor hun medvirkede i flere forskellige konstellationer, både hiphopgrupper, soul- og jazzbands, valgte hun at starte en solokarriere i 2017.
Hendes genre er primært soul og hiphop, og hun skriver sange på både engelsk og dansk.
Filuka er leder af et band på 9 personer og har turneret i hele Danmark og Grønland.
Efter hendes show på Uhørt Festival 2023 tog det for alvor fart for Filuka da hun modtog flere topkarakterer i anmeldelserne for hendes performance af bl.a. Gaffa  og Bands Of Tomorrow 

i 2024 deltog Filuka i DR dokumentaren “sexisme i musikbranchen” hvor hun stod frem med sine beretninger om et sexistisk arbejdsmiljø. 
i 2024 blev Filuka nomineret til Plan Børnefondens PIGEPRIS for hendes arbejde for ligestilling i musikbranchen 
Hendes debutalbum Kronisk Forstyrret udkom 8. maj 2020. hvor hjemmesiden Side33.dk gav 5½ ud af 6 plader, mens den fik to ud af seks stjerner i musikmagasinet GAFFA, som kaldte den en "forvirrende affære". Hendes andet album Ordekvilibrist modtog 5 ud af 6 plader på Side33.
Filuka er barnebarn af forfatteren og tegneren Ib Spang Olsen og datter af stuntmand Lasse Spang Olsen og guldsmeden Josephine Bergsøe.

## Diskografi
- Ordekvilibrist - album (2021)
- Lever Os Ihjel - single (2021)
- Freak - single (2021)
- Dansk Rap - single (2021)
- Spytter Dem I Hoved - single (2021)
- Ubesvaret Opkald - single (2020)
- Fjern Frekvens - single (2020)
- BeforeYouLiveDontYouHaveToDieACoupleTimes - single (2020)
- Beskidt I Spyttet - single (2020)
- Kronisk forstyrret - album (2020)
- Bagslag - single (2020)
- Ruller Du Den Næste - single (2020)
- Funk Det Op - single (2020)
- Give Me A Beat - single (2019)
- Crumbling Art - single (2019)
- Passive-Aggressive - single (2019)
- Show Me Something - single (2019)
- Who I Am - single (2019)
- Let Go - single (2019)
- Let Me Concentrate - EP (2018)
- Third Eye - dobbelt single (2018)
- Øjne I Nakken - single (2018)
- Hvem Er Du - single (2018)

## Referener
1. ↑  Gaffa
2. ↑  bands Of Tomorrow
3. ↑  FILUKA – ”Kronisk forstyrret” Arkiveret 26. oktober 2020 hos  Wayback Machine. side33. Hentet 23/10-2020
4. ↑  Kronisk forstyrret - en forvirrende affære Arkiveret 27. oktober 2020 hos  Wayback Machine. GAFFA. Hentet 23/10-2020
5. ↑  FILUKA – ”Ordekvilibrist” - Side33.dk
6. ↑  Fiona Celeste Spang Bergsøe - dansk film database